# Auranticarpa
Auranticarpa, biljni rod od šest vrsta drveća koje raste na sjeveru i istoku Australije po kišnim i monsunskim šumama. Rod je opisan tek 2000. godine a njegove vrste prije su bile klasificirane rodu Pittosporum.
Vrsta A. rhombifolia čije je staro ime bilo Pittosporum rhombifolium, danas se često sadi kao ukrasno drvo po gradovima u raznim krajevima Australije. Ovo stablo može narasti do 25 metara visine i promjer debla je 45 cm., a cvate u kasno proljeće i početkom ljeta. Bijelo cvijeće i narančasto voće čine ga atraktivnim uz gradske ulice i po vrtovima.

## Vrste
1. Auranticarpa edentata, na jugoistoku poluotoka York, naraste do 20 metara,
2. Auranticarpa ilicifolia, poluotok York
3. Auranticarpa melanosperma, Arnhemova zemlja, poluotok York
4. Auranticarpa papyracea, poluotok York
5. Auranticarpa resinosa, sjeverna obala Zapadne Australije
6. Auranticarpa rhombifolia istočno priobalje Australije